# (247) Eucrate
(247) Eucrate (désignation internationale (247) Eukrate) est un astéroïde de la ceinture principale découvert par Robert Luther le 14 mars 1885. Son nom fait référence à la Néréide Eucrante.